# دينيسي دريسر
دينيسي دريسر (بالإسبانية: Denise Dresser)‏ هي صحفية ومؤلفة وأستاذة جامعية وكاتِبة مكسيكية، ولدت في 22 يناير 1963 في مدينة مكسيكو في المكسيك.